# Serias reflexiones de Robinson Crusoe
Serious Reflections During the Life and Surprising Adventures of Robinson Crusoe: With his Vision of the Angelick World (Reflexiones serias durante la vida y aventuras sorprendentes de Robinson Crusoe: Con su visión del mundo de los ángeles) es el tercer libro que presenta el personaje de Robinson Crusoe y la secuela de  Nuevas aventuras de Robinson Crusoe. A diferencia de los dos volúmenes anteriores, no es una obra de ficción narrativa. Consiste más bien en una serie de ensayos escritos con la voz del personaje Robinson Crusoe. Su primera versión traducida al español tendría que haber sido publicada por Edhasa en 2012 no lo fue , dado que Enrique Heriz  falleció la editorial  por el momento no valora retomar su publicación.